# Hohenlepte
Hohenlepte este o comună din landul Saxonia-Anhalt, Germania.